# كبلر-20b
كيبلر 20 بي (بالإنجليزية: Kepler-20b)‏ الذي يرمز له بالرمز KOI-70.02، هو كوكب خارج المجموعة الشمسية، وأرض هائلة، في كوكبة القيثارة، يتبع Kepler-20.

## الاكتشاف
اكتشف في 20 ديسمبر 2011، وكانت طريقة الاكتشاف طريقة العبور.